# Lutrá Trajanópolis
Lutra Trajanópolis (em grego: Λουτρά Τραϊανούπολης; romaniz.: Loutrá Traianoúpolis; em búlgaro: Orichovo) é uma vila grega da unidade regional de Evros, no município de Alexandrópolis, na unidade municipal de Trajanópolis, na comunidade de Doricó. Situada a 20 metros acima do nível do mar, próximo a ela estão as vilas de Arístino e Lutrós e o sítio da antiga cidade romano-bizantina de Trajanópolis. Segundo censo de 2011, têm 34 habitantes. É considerada um spa devido a suas fontes termais naturais.

## História
A primeira menção a vila é feita em 1829, durante a guerra russo-turca de 1828—1829, quando o general russo Sicorre marchou de Trajanópolis para Enez. Em 1871, M. Melirrytos, em sua descrição da região grega de Maroneia, relatou que o assentamento sucessor da cidade romana de Trajanópolis, chamado Lutrá, pertencia ao município de Caza Feron e possuía 40 casas de cristãos, igreja e escola pública. Mais adiante, em 1882-1883, N. Chatzópoulou fez um relato da mesma localidade, e nele afirmou que Lutzá/Lítzia pertencia a Dedéagáts (Alexandrópolis), tinha 100 famílias cristãs e muitas outras muçulmanas e tinha terras aptas para a agricultura. Ambos os autores relatam o costume local de todo dia 21 os habitantes entrarem juntos para se banhar nas fontes termais.
De acordo com o censo populacional de 1922, Lutrá possuía à época 734 habitantes. Durante as Guerras Balcânicas (1912-1913) pertenceu, junto com o resto da Trácia Ocidental, aos domínios búlgaros sob os termos do Tratado de Bucareste. Sob o Tratado de Neuilly-sur-Seine (1919), a Trácia Ocidental foi deixada para os Aliados para ser administrada por um governo militar francês e mais adiante, sob o Tratado de Sèvres (1920), foi anexada pela Grécia. Em 1966, a vila recebeu uma igreja dedicada a Santa Glicéria, uma santa celebrada em 13 de maio que nasceu em Trajanópolis e foi martirizada pelos romanos em 177.